# Elias von Nisibis
Elias von Nisibis (syrisch: Bar Šīnāyā, arab. Iliyyā ibn Šīnā bzw. Illiyā al-Nasībī) (* 11. Februar 975; † 18. Juli 1046 in Nisibis) war Metropolit der ostsyrischen Kirche des Ostens in Nisibis und Schriftsteller in syrischer und arabischer Sprache.
Elias wurde in der Kleinstadt Sinn (Šennā), nördlich von Takrit, geboren, wurde früh Mönch im nahe gelegenen Kloster Mār Sim'ān und 994 zum Priester geweiht. 1002 bis 1007 amtierte er als Bischof von Bayt Nūhadrā. Am 3. Dezember 1008 erlangte er die Kathedra des Metropoliten von Nisibis und verwaltete das Amt bis zu seinem Tod im Alter von 71 Jahren. Bestattet wurde er in der Kirche von Mayyāfāriqin.
Elias schrieb eine Chronik in syrischer Sprache, die von der „Schöpfung“ bis ins Jahr 1018 reichte und in zwei Teile eingeteilt war. Eine geplante Kirchengeschichte konnte er nicht mehr verfassen.